# Zoraida fuligipennis
Zoraida fuligipennis är en insektsart som beskrevs av Frederick Arthur Godfrey Muir 1928. Zoraida fuligipennis ingår i släktet Zoraida och familjen Derbidae. Inga underarter finns listade i Catalogue of Life.